# Hřebeč (Kladnói járás)
Hřebeč település Csehországban, a Kladnói járásban. Hřebeč Dolany, Velké Přítočno, Buštěhrad, Kladno és Lidice településekkel határos. Lakosainak száma 2170 fő (2024. január 1.).

## Népesség
A település lakosságának változását az alábbi diagram mutatja:
| Lakosok száma | 625  | 952  | 1433 | 1450 | 1177 | 1231 | 2092 | 2069 | 2081 | 2170 |
|               | 1869 | 1890 | 1921 | 1950 | 1980 | 2001 | 2017 | 2019 | 2022 | 2024 |